# Улица Соловецких Юнг (Казань)
Улица Соловецких Юнг — улица расположенная в Московском районе города Казани.

## Расположение
Улица Соловецких Юнг пролегает с юго-востока на северо-запад Казани и соединяет улицы Тверская и Восход. Улица пролегает между улицами Энергетиков, Блюхера и Шамиля Усманова, пересекаясь с ними на различных участках.

## Транспортное движение
Улица Соловецких Юнг является важным транспортным узлом, соединяющим транспортные потоки, движущиеся по улицам Декабристов (через улицу Тверская) и Восход.
На улице Соловецких Юнг частично одностороннее движение от пересечения с улицей Блюхера до пересечение с улицей Восход (одностороннее движение в сторону улицы Восход). Одностороннее движение по ул. Соловецких Юнг на данном участке в направлении ул. Восход организовано с 1 декабря 2009 года в соответствии с техническим заданием УГИБДД МВД по Республике Татарстан. Движение в обратном направлении осуществляется через улицу Блюхера, которая вливается в улицу Соловецких Юнг на Т-образном перекрёстке между двумя детскими садами по улице Соловецких Юнг (дома № 21 и № 29)..
С 2013 года улицу Соловецких Юнг пересекает трамвайная линия 6-го и 1-го маршрута.

## Факты
Несмотря на свою протяжённость, на улице Соловецких Юнг официально находится всего четыре дома — №№ 1, 7, 21 и 29. При этом дом № 1 построен и введён в эксплуатацию в середине 2000-х годов. Все остальные строения, расположенные вдоль улицы, относятся либо к улице Шамиля Усманова, либо Энергетиков, либо Блюхера.